# Boletopsis perplexa
Boletopsis perplexa är en svampart som beskrevs av Watling & J. Milne 2006. Boletopsis perplexa ingår i släktet Boletopsis och familjen Bankeraceae.   Inga underarter finns listade i Catalogue of Life.